# Cours d'eau intermittent
Un cours d'eau intermittent (ou temporaire) est un fleuve, une rivière ou un ruisseau qui cesse de couler une partie de l'année ou au moins deux fois tous les cinq ans. En raison de la fréquence accrue d'étiages anormaux, et des défis posés,,, ce phénomène connait un regain d'intérêt scientifique. 

## Fréquence dans le monde
Ce phénomène est le plus fréquent dans les zones arides et semi-arides (qui couvrent près d'un tiers des terres émergées). Il est également relativement fréquent dans certaines zones karstiques. 

## Enjeux
L'assèchement temporaire anormal d'un nombre croissant de cours d'eau est en outre préoccupant car de plus en plus fréquent car de nombreuses rivières pérennes sont en train de devenir temporaires à cause des pompages de en plus importants faits dans les nappes et dans les eaux superficielles notamment pour l'irrigation, et parfois probablement à cause des premiers effets du dérèglement climatique. 
Ces cours d'eau deviennent alors des habitats naturels et  milieux aquatiques qui comptent parmi ceux qui ont été les plus altérés par l'Homme. L'assèchement temporaire et anormal de cours d'eau a des effets négatifs pour l'alimentation en eau et la sécurité sanitaire, mais aussi une menace pour la biodiversité (qui est maintenant considérée comme un important facteur de résilience écologique). 
Certains cours d'eau, en été sont principalement (voire exclusivement) alimentés par des effluents industriels et des émissaires de stations d'épuration urbaines  qui expliquent une dystrophisation de ces cours d'eau et des accumulations de sédiments pollués,.

## Aspects scientifiques
L'assèchement plus ou moins long d'un cours d'eau modifie considérablement son écologie, des échelles locales aux échelles écopaysagères, en particulier pour les vertébrés et invertébrés aquatiques,. 
En lien avec le développement du Big data en environnement, une base de données internationales gratuitement accessible (IRBAS pour « Intermittent River Biodiversity Analysis and Synthesis » ,. En 2017,  elle offre plus de 2 000 échantillons de données collectés dans six pays et sur trois continents, décrivant les taxons d'invertébrés aquatiques trouvés dans les cours d'eau intermittents à différentes phases de flux. Pour l'instant, n'y figurent que les espèces aquatiques ou semi-aquatiques, mais des données sur les espèces présentes en phase sèches pourraient éventuellement y être ajoutées. Cette base de données permet le réseautage, le partage de données et leur mise en visibilité au profit des méta-analyses et d'éventuels tests de généralisations entre plusieurs systèmes, régions et/ou taxons.
Par ailleurs, des outils de modélisation avancées sont développés pour mieux décrire les changements dynamiques liés aux flux intermittents (qu'ils soient d'origine naturelle ou anthropique) ; par exemple le modèle informatique tempQsim.